# M. Night Shyamalan
Manoj Nelliyattu Shyamalan (pronunție în engleză [ʃæməlɑːn]; n. 6 august 1970), cunoscut ca M. Night Shyamalan, este un scenarist, regizor și producător american de origine indiană (născut în Mahe, India), care trăiește în Statele Unite. Este cunoscut pentru filmele sale cu un final mereu surprinzător. Debutul l-a avut încă din școală, când era student la Universitatea din New York, în 1992, cu pelicula Praying with Anger.
A devenit cunoscut prin pelicula Al șaselea simț, la care a scris și scenariul, pe lângă semnarea regiei. Pentru acest film a fost nominalizat în anul 2000 la Premiile Oscar pentru Cel mai bun regizor , Cel mai bun scenariu original și la Golden Globe, în același an, tot pentru Cel mai bun scenariu. Unul dintre ultimele sale filme, Ultimul războinic al aerului, din (2010), nu a fost primit cu căldură de către critica de specialitate. În 2013 a realizat un alt lungmetraj de ficțiune, tot în zona SF, 1000 Post Terra/After Earth.
Idolul său declarat este Steven Spielberg.

## Filmografie
| An   | Film               | Regizor | Producător | Scenarist | Actor | Rol                             | Note                                            | Rotten Tomatoes | Metacritic |
| An   | Film               | Regizor | Producător | Scenarist | Actor | Rol                             | Note                                            | General         | General    |
| ---- | ------------------ | ------- | ---------- | --------- | ----- | ------------------------------- | ----------------------------------------------- | --------------- | ---------- |
| 1992 | Praying with Anger | Da      | Da         | Da        | Da    | Dev Raman                       |                                                 | N/A             | N/A        |
| 1998 | Wide Awake         | Da      |            | Da        |       |                                 |                                                 | 40%             | N/A        |
| 1999 | The Sixth Sense    | Da      |            | Da        | Da    | Dr. Hill                        |                                                 | 85%             | 64/100     |
| 1999 | Stuart Little      |         |            | Da        |       |                                 |                                                 | 66%             | 61/100     |
| 2000 | Unbreakable        | Da      | Da         | Da        | Da    | Stadium drug dealer             |                                                 | 68%             | 62/100     |
| 2002 | Signs              | Da      | Da         | Da        | Da    | Ray Reddy                       |                                                 | 74%             | 59/100     |
| 2004 | The Village        | Da      | Da         | Da        | Da    | Jay (Guard at desk)             |                                                 | 43%             | 44/100     |
| 2006 | Lady in the Water  | Da      | Da         | Da        | Da    | Vick Ran                        |                                                 | 24%             | 36/100     |
| 2008 | The Happening      | Da      | Da         | Da        | Da    | Joey                            | Voice only                                      | 17%             | 34/100     |
| 2010 | The Last Airbender | Da      | Da         | Da        | Da    | Firebender at Earth Prison Camp |                                                 | 6%              | 20/100     |
| 2010 | Devil              |         | Da         | Da        |       |                                 | Only credited for story concept; not screenplay | 52%             | 44/100     |
| 2013 | After Earth        | Da      |            | Da        |       |                                 | Also executive producer                         | 11%             | 33/100     |

## Premii și nominalizări
| An   | Premiu                                 | Categorie                                       | Film               | Rezultat     |
| ---- | -------------------------------------- | ----------------------------------------------- | ------------------ | ------------ |
| 1998 | Young Artist Award                     | Best Family Feature - Drama                     | Wide Awake         | Nominalizare |
| 1999 | Academy Award                          | Best Director                                   | The Sixth Sense    | Nominalizare |
| 1999 | Academy Award                          | Best Original Screenplay                        | The Sixth Sense    | Nominalizare |
| 1999 | Bram Stoker Award                      | Best Screenplay                                 | The Sixth Sense    | Câștigat     |
| 1999 | Chicago Film Critics Association Award | Best Screenplay                                 | The Sixth Sense    | Nominalizare |
| 1999 | Empire Award                           | Best Director                                   | The Sixth Sense    | Câștigat     |
| 1999 | Nebula Award                           | Best Script                                     | The Sixth Sense    | Câștigat     |
| 1999 | Online Film Critics Society Award      | Best Screenplay                                 | The Sixth Sense    | Nominalizare |
| 1999 | Saturn Award                           | Best Writing                                    | The Sixth Sense    | Nominalizare |
| 1999 | Annie Award                            | Writing in a Feature Production                 | Stuart Little      | Nominalizare |
| 2000 | Bram Stoker Award                      | Best Screenplay                                 | Unbreakable        | Nominalizare |
| 2000 | Nebula Award                           | Best Script                                     | Unbreakable        | Nominalizare |
| 2002 | Bram Stoker Award                      | Best Screenplay                                 | Signs              | Nominalizare |
| 2002 | Empire Award                           | Best Director                                   | Signs              | Nominalizare |
| 2002 | Online Film Critics Society Award      | Best Screenplay                                 | Signs              | Nominalizare |
| 2004 | Empire Award                           | Best Director                                   | The Village        | Nominalizare |
| 2005 | Teen Choice Award                      | Choice Movie: Thriller                          | The Village        | Nominalizare |
| 2006 | Teen Choice Award                      | Choice Summer Movie: Drama/Action-Adventure     | Lady in the Water  | Nominalizare |
| 2006 | Golden Raspberry Award                 | Worst Director                                  | Lady in the Water  | Câștigat     |
| 2006 | Golden Raspberry Award                 | Worst Picture                                   | Lady in the Water  | Nominalizare |
| 2006 | Golden Raspberry Award                 | Worst Screenplay                                | Lady in the Water  | Nominalizare |
| 2006 | Golden Raspberry Award                 | Worst Supporting Actor                          | Lady in the Water  | Câștigat     |
| 2006 | Stinkers Bad Movie Award               | Worst Director                                  | Lady in the Water  | Nominalizare |
| 2006 | Stinkers Bad Movie Award               | Worst Ensemble Shared with the entire cast      | Lady in the Water  | Nominalizare |
| 2006 | Stinkers Bad Movie Award               | Least Scary Horror Movie                        | Lady in the Water  | Câștigat     |
| 2006 | Stinkers Bad Movie Award               | Worst Picture                                   | Lady in the Water  | Câștigat     |
| 2006 | Stinkers Bad Movie Award               | Worst Screenplay                                | Lady in the Water  | Câștigat     |
| 2008 | Golden Raspberry Award                 | Worst Director                                  | The Happening      | Nominalizare |
| 2008 | Golden Raspberry Award                 | Worst Picture                                   | The Happening      | Nominalizare |
| 2008 | Golden Raspberry Award                 | Worst Screenplay                                | The Happening      | Nominalizare |
| 2009 | Fangoria Chainsaw Award                | Worst Film                                      | The Happening      | Câștigat     |
| 2010 | Golden Raspberry Award                 | Worst Director                                  | The Last Airbender | Câștigat     |
| 2010 | Golden Raspberry Award                 | Worst Picture                                   | The Last Airbender | Câștigat     |
| 2010 | Golden Raspberry Award                 | Worst Screen Couple Shared with the entire cast | The Last Airbender | Nominalizare |
| 2010 | Golden Raspberry Award                 | Worst Screenplay                                | The Last Airbender | Câștigat     |
| 2010 | Golden Raspberry Award                 | Worst Prequel, Remake, Rip-off or Sequel        | The Last Airbender | Nominalizare |
| 2010 | Golden Raspberry Award                 | Worst Eye-Gouging Mis-Use of 3D                 | The Last Airbender | Câștigat     |
| 2010 | Teen Choice Award                      | Choice Summer: Movie                            | The Last Airbender | Nominalizare |
| 2013 | Golden Raspberry Award                 | Worst Director                                  | After Earth        | Nominalizare |
| 2013 | Golden Raspberry Award                 | Worst Screenplay                                | After Earth        | Nominalizare |